# Ponte Nova (Coronel Fabriciano)
Ponte Nova é um bairro do município brasileiro de Coronel Fabriciano, no interior do estado de Minas Gerais. Localiza-se no distrito-sede, estando situado no Setor 3. Segundo o censo demográfico de 2022, realizado pelo Instituto Brasileiro de Geografia e Estatística (IBGE), sua população era de 616 habitantes e havia 199 domicílios particulares permanentes ocupados.
De acordo com o IBGE, em 2010 a população era de 592 habitantes e havia 169 domicílios particulares.

## História e descrição
A área onde hoje está situado o bairro pertencia originalmente ao médico Rubem Siqueira Maia, que fora primeiro prefeito de Coronel Fabriciano, e foi loteada pela Imobiliária Santa Terezinha na década de 1960, assim como as regiões dos atuais bairros Santa Terezinha, Santa Terezinha II e do vizinho Mangueiras, o qual seu território se encontrava anexado inicialmente.
Na década de 80, a alteração do traçado da Estrada de Ferro Vitória a Minas (EFVM) e a construção de uma ponte da linha férrea sobre o rio Piracicaba (em substituição à antiga, danificada pelas enchentes de 1979), ligando a via do território fabricianense a Timóteo, implicou na separação do Mangueiras. Com uma pequena parte isolada, foi criado o bairro Ponte Nova, cujo nome homenageia a ponte da estrada de ferro. Segundo o IBGE, possui uma área considerada como favela e comunidade urbana, denominada Alto Ponte Nova, que tinha 980 habitantes juntamente com o Mangueiras em 2022.